# Gino Munaron
Gino Munaron (n. 2 aprilie 1928, Torino, Italia – d. 22 noiembrie 2009, Valenza, Piemont, Italia) a fost un pilot de Formula 1. De-a lungul carierei a luat startul în 4 curse, niciuna din pole-position. Nu a câștigat nicio cursă și nu a terminat niciodată pe podium, acumulând 0 puncte în întreaga activitate ca pilot de Formula 1.